# Lista över kända striptease-dansare

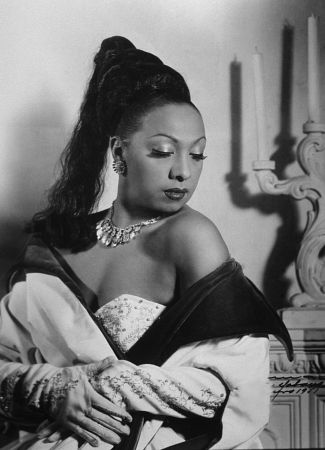
Josephine Baker i Havanna, Kuba (1950).

Detta är en lista över kända striptease-dansare. 

## Kända historiska strippare
- Ann Corio (född: Ann Corio, använde sitt riktiga namn)
- Anna Held (född: Helene Anna Held)
- Bernie Barker, världens äldsta manliga strippare[1]
- Blaze Starr (född: Fannie Belle Fleming)
- Carol Doda (född: Carol Ann Doda, använde sitt riktiga namn)
- Charmion
- Chesty Morgan (född: Ilona Wilczkowska)
- Fanne Foxe (född: Annabelle Battistella)
- Gypsy Rose Lee (aka Rose Louise Hovick, Louise Hovick)
- Josephine Baker/Joséphine Baker
- Lili St. Cyr (född: Willis Marie Van Schaack)
- Loie Fuller/Loïe Fuller (född: Marie Louise Fuller)
- Louise Wightman (Princess Cheyenne)
- Mara Gaye (född: Marjorie Helen Ginsberg)
- Mata Hari (född: Margaretha Geertruida (Grietje) Zelle)
- Maud Allan
- Phyllis Dixey
- Sally Rand (född: Harriet Helen Gould Beck)
- Satan's Angel (född: Angel Cecelia Helene Walker)
- Sayuri Ichijō, Japans mest kända sex-aktör under tidigt 1970-tal,[2] och regissör av Tatsumi Kumashiros Ichijo's Wet Lust (1972)[3]
- Tempest Storm (född: Annie Blanche Banks)
- Evelyn West (född: Amy Mae Coomer)

## Kända nutida strippare

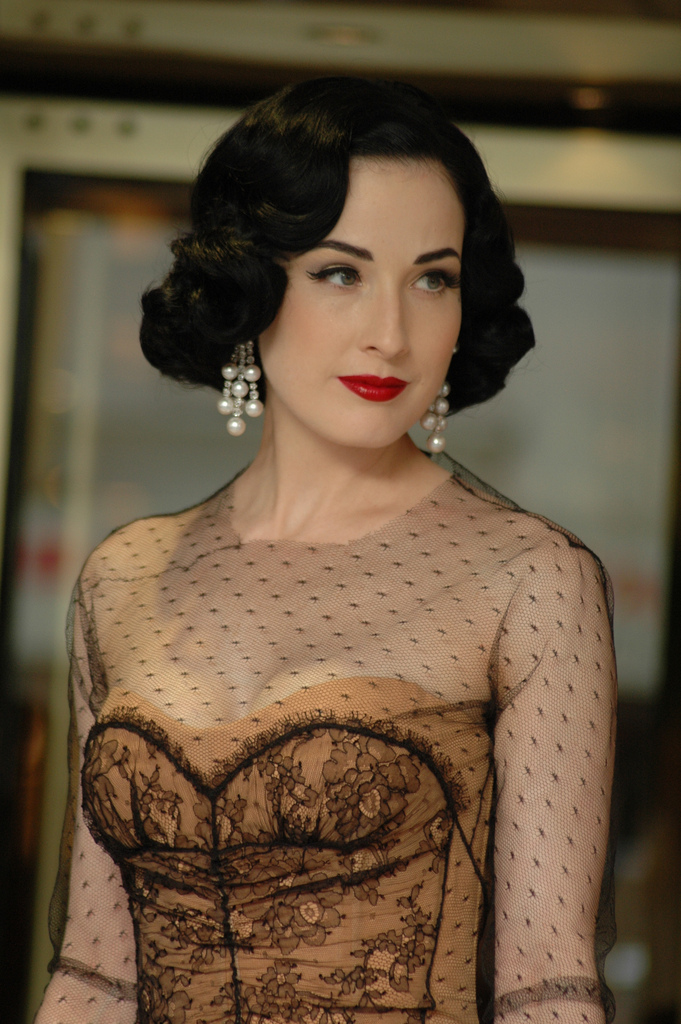
Dita Von Teese vid 2007 Cannes Film Festival.

- Australia's Thunder from Down Under, International male review
- Anna Nicole Smith (född: Vickie Lynn Marshall), före detta TV-personlighet
- Arianna Starr, Miss Nude Sydney 2003
- Brianna Frost, TV-personilghet, ursprungligen känd för sina stripp-videor på internet
- Brianna Taylor, livespåpa-kändis, sångare och låtskrivare
- Channing Tatum,[4] amerikansk modell, skådespelare och filmproducent
- Chippendales, en manlig erotisk dansare
- Courtney Love, frontperson för det amerikanska bandet Hole
- Danni Ashe, en erotisk modell och affärskvinna inom sexindustrin
- Dita von Teese (född: Heather Renée Sweet), amerikansk burlesk artist, modell och skådespelare
- Diablo Cody, känd för sina memoarer om sitt liv som strippare
- Elisabeth Eaves, före detta strippare och författare
- Heather Veitch, grundare av JC's Girls, ministry offering strippers resources on pursuing a life outside of the adult entertainment industry
- Jenna Jameson, entreprenör och före detta ledande porrskådespelare
- Lady Gaga,[5] (född: Stefani Joanne Angelina Germanotta), amerikansk popartist
- Lily Burana, före detta strippare och författare till Strip City
- Missy Malone, skotsk burlesk skådespelare och modell
- Sally Yoshino, japansk JAV-idol och strippare
- Tila Tequila,[6] (född: Tila Nguyễn) sångare, modell och reality-TV-personlighet.